# Arquidiocese de Durban
A Arquidiocese de Durban (Archidiœcesis Durbaniana) é uma circunscrição eclesiástica da Igreja Católica situada em Durban, na África do Sul. É fruto da elevação do antigo vicariato apostólico de Natal, este criado a partir do vicariato de Cabo da Boa Esperança e Distrito Oriental. Sua sede é a Catedral de Nossa Senhora da Imaculada Conceição, em Durban.
Em 11 de janeiro de 1951 o vicariato apostólico foi elevado à arquidiocese metropolitana pela bula Suprema Nobis do Papa Pio XII.

## Prelados
Cronologia da administração local:
| #                   | Nome                                  | Período      | Notas                             |
| ------------------- | ------------------------------------- | ------------ | --------------------------------- |
| 6º                  | Mandla Siegfried Jwara, C.M.M.        | 2021 - atual |                                   |
| 5°                  | Wilfrid Fox Cardeal Napier, O.F.M.    | 1992 - 2021  |                                   |
| 4°                  | Denis Eugene Hurley, O.M.I.           | 1946 - 1992  | Renunciou                         |
| 3°                  | Henri Delalle, O.M.I.                 | 1903 - 1946  | Renunciou                         |
| 2º                  | Charles-Constant Jolivet, O.M.I.      | 1874 - 1903  | Morreu no Cargo                   |
| 1º                  | Marie-Jean-François Allardd, O.M.I.   | 1851 - 1874  | Renunciou                         |
| Arcebispo-coadjutor |                                       |              |                                   |
|                     | Abel Gabuza                           | 2018 - 2021  | Morreu no Cargo                   |
| Bispo-auxiliar      |                                       |              |                                   |
|                     | Elias Kwenzakufani Zondi              | 2023-        | Atual                             |
|                     | Dominic Joseph Chwane Khumalo, O.M.I. | 1978 - 1999  | Renunciou                         |
|                     | Barry Alexander Anthony Wood, O.M.I.  | 2005 - 2017  | Morreu no Cargo                   |
|                     | Jabulani Adatus Nxumalo, O.M.I.       | 2002 - 2005  | Nomeado Arcebispo de Bloemfontein |